# 에브리바디 올라잇
《에브리바디 올라잇》(영어: The Kids Are All Right)은 2010년에 개봉한 미국의 코미디 드라마 영화이다. 리사 촐로덴코가 감독을 맡고 스튜어트 블럼버그와 촐로덴코가 각본을 썼다. 2010년 제26회 선댄스 영화제를 통해서 첫 상영 되었고, 같은해 7월 9일에 제한 상영되었으며, 2010년 7월 30일에 더 많은 극장들에서 개봉되었다.
이 영화는 제68회 골든 글로브상에서 뮤지컬·코미디 영화 부문 작품상을 수상했으며, 애넷 베닝이 뮤지컬·코미디 영화 부문 여우주연상을 받았다. 또한 제83회 아카데미상에서도 작품상을 포함하여 총 4개 부문 후보에 올랐다.

## 줄거리
니콜 "닉"과 줄스 올굿은 로스앤젤레스 지역에 사는 결혼한 레즈비언 부부이다. 닉은 산부인과 의사이고, 줄스는 조경 디자인 사업을 시작하려는 주부이다. 각자는 같은 정자 기증자를 사용하여 아이를 낳았다.
닉과 줄스의 15세 아들 레이저는 자신의 생물학적 아버지를 찾고 싶어하지만, 정자 은행에 정보를 요청하기에는 너무 어리므로 18세 누나 조니에게 연락을 부탁한다. 정자 은행은 식당 주인 폴 해트필드를 기증자로 확인하고 그의 연락처 정보를 공유한다.
세 사람이 만났을 때, 아이들은 폴의 보헤미안적인 생활 방식에 감명을 받고, 폴은 아이들의 삶에 함께하는 것에 열정적이 된다. 조니와 레이저는 엄마들이 화를 낼까 봐 말하는 것을 피한다. 그러나 줄스와 닉은 알게 되고 폴을 저녁 식사에 초대한다. 줄스가 자신의 조경 사업을 언급하자 폴은 자신의 뒤뜰을 변형시켜 달라고 요청한다. 닉은 불안해하지만 줄스는 동의한다.
줄스가 일을 시작하면서 폴이 자신의 재능을 높이 평가한다는 것을 알게 되는데, 줄스는 닉에게서는 이런 인정을 받지 못한다고 느낀다. 어느 날 오후 줄스가 충동적으로 폴에게 키스한 후, 그들은 함께 침대에 들게 되고 불륜을 시작한다. 줄스와 아이들은 폴과 더 많은 시간을 보내기 시작하고, 닉은 폴이 아이들에 대한 자신의 권위를 약화시킨다고 느껴 불만을 품는다. 줄스와의 격렬한 논쟁 후, 닉은 긴장을 완화하기 위해 모두 폴의 집에서 저녁 식사를 하자고 제안한다. 저녁 식사는 잘 진행되다가 닉이 폴의 욕실과 침실에서 줄스의 머리카락 흔적을 발견한다.
그날 밤 닉의 추궁을 받자 줄스는 닉에게 자신이 폴과 사랑에 빠진 것이 아니고, 이성애자가 된 것도 아니며, 단지 인정받고 싶었을 뿐이라고 말한다. 조니와 레이저는 이 말다툼을 엿듣게 되고, 집안은 긴장감이 감돈다. 폴은 줄스와 사랑에 빠졌다고 믿고 그녀에게 전화하여 닉을 떠나 아이들을 데리고 자신과 함께 살 것을 제안한다. 줄스는 자신의 성 정체성에 대한 폴의 이해 부족에 역겨움을 느끼며 거절한다.
조니가 대학으로 떠나기 전날 밤, 폴이 올굿 가족의 집에 도착한다. 그는 조니에게 거절당하고 닉에게는 격렬하게 비난받는다. 레이저는 그가 창문을 통해 관심을 끌려 해도 그를 무시한다. 그날 밤 늦게 줄스는 눈물을 흘리며 가족에게 용서를 구한다.
다음날 아침, 가족은 조니를 대학에 데려다준다. 닉과 줄스는 조니에게 작별 포옹을 하면서 서로에게도 다정하게 손을 댄다. 집으로 돌아오는 길에 레이저는 엄마들에게 너무 늙었으니 헤어지지 말라고 말한다. 줄스와 닉은 웃고, 영화는 그들이 서로를 보며 미소 짓고 손을 잡는 장면으로 끝난다.

## 출연
- 애넷 베닝 - 니콜 '닉' 올굿 의사 역[3]
- 줄리앤 무어 - 줄스 올굿 역[3]
- 마크 러펄로 - 폴 햇필드 역
- 미아 바시코프스카 - 조니 올굿 역
- 조시 허처슨 - 레이저 올굿 역
- 야야 다코스타 - 타니아 역
- 에디 해슬 - 클레이 역
- 조시아 매밋 - 사샤 역
- 쿠날 샤르마 - 자이 역

## 기타 제작진
- 총괄 제작: 스티븐 색스턴, J. 토드 해리스